# Grachi - La vida es maravillosamente mágica Volumen 2
Grachi - La vida es maravillosamente mágica Volumen 2 è il secondo album della telenovela Grachi, uscito l'11 aprile 2012 in Argentina, Uruguay e Paraguay, il 30 aprile 2012 in Messico e il 15 maggio 2012 in Colombia. Nell'album sono incluse come materiale scaricabile le canzoni Mariposas (Isabella Castillo), Mágica obsesión (Rafael de la Fuente e Kimberly Dos Ramos) e Juntos vamos (cast), presentate durante le tappe messicane di Grachi - El show en vivo.
Dall'album sono stati estratti i videoclip delle canzoni Magia, Amor de película e La estrella soy yo: il primo è stato diffuso il 6 febbraio 2012, il secondo il 20 marzo 2012 e il terzo il 27 aprile 2012.

## Tracce
1. Isabella Castillo – Grachi (Remix) – 2:52
2. Isabella Castillo, Kimberly Dos Ramos e María Gabriela de Faría – Magia – 2:35
3. Isabella Castillo e Andrés Mercado – Amor de película – 3:20
4. María Gabriela de Faría – La estrella soy yo – 3:07
5. Willy Martin e Ana Carolina Grajales – Química perfecta – 3:16
6. Lance Dos Ramos, Rafael de la Fuente, Guilherme Apollonio, Carlos Arrechea e Yony Hernandez – Tiburones – 1:52
7. Rafael de la Fuente e Kimberly Dos Ramos – Te busco – 3:59
8. María Gabriela de Faría – Siempre siempre siempre – 3:08
9. Isabella Castillo – Lágrimas – 3:42
10. Kimberly Dos Ramos, Sharlene Taulé e María del Pilar Pérez – Somos las Panteras – 2:50
11. Isabella Castillo e Sol Rodriguez – M.A.P.S – 3:00
12. Isabella Castillo – Lágrimas (Dance Remix) – 3:12
13. Cristian Campocasso – Soñar forever – 3:12
14. Isabella Castillo e Andrés Mercado – Tú eres para mí (Rock Remix) – 4:04